# Ђаоцуо
Ђаоцуо (焦作) град је Кини у покрајини Хенан. Према процени из 2009. у граду је живело 540.685 становника.

## Становништво
Према процени, у граду је 2009. живело 540.685 становника.
| 1990.   | 2000.   | 2009    |
| ------- | ------- | ------- |
| 394.452 | 475.859 | 540.685 |